# Loch Ness (film)
Loch Ness är en brittisk dramafilm från 1996 i regi av John Henderson. I huvudrollerna ses Ted Danson och Joely Richardson. 

## Rollista i urval
- Ted Danson – John Dempsey
- Joely Richardson – Laura McFetridge
- Kirsty Graham – Isabel McFetridge
- Ian Holm – Water Bailiff
- Harris Yulin – doktor Mercer
- James Frain – Adrian Foote
- Keith Allen – Gordon Shoals
- Nick Brimble – Andy McLean
- Phillip O'Brien – doktor Abernathy
- Edward Hibbert – forskare (cameo)